# بریز اینک
بریز اینک (انگلیسی: Braze, Inc) شرکت نرم‌افزار آمریکایی است، که در سال ۲۰۱۱ تأسیس شد.